# Goussevo
Goussevo (en russe : Гусево) est un village russe situé dans l’oblast de Novgorod entre Moscou et Saint-Pétersbourg, au bord de la rivière Mologa, un affluent de la Volga.

## Histoire
Dans la liste des lieux habités de l'ouïezd d'Oustioujna du gouvernement de Novgorod de 1909, le village de Goussevo est mentionné avec 287 habitants : 139 hommes, 148 femmes, répartis sur 52 logements ; à l'époque, le village possédait une école et une chapelle, une boulangerie et un petit magasin. Du 10 juin 1918 au 31 juillet 1927, le village fait partie du gouvernement de Tcherepovets, puis de l'oblast de Léningrad. En 1928, le village comptait 169 habitants. En 1944, le raïon oè se trouve Goussevo est transféré à l'oblast de Novgorod nouvellement créé. Conformément à la décision 359 (8 juin 1954) du comité exécutif régional de Novgorod, le conseil municipal de Goussevo est supprimé et Goussevo devient une partie du conseil du village de Barsanykh. Il est réinstauré dix ans plus tard.